# Tranosema atramentarium
Tranosema atramentarium är en stekelart som först beskrevs av Otto Schmiedeknecht 1909.  Tranosema atramentarium ingår i släktet Tranosema och familjen brokparasitsteklar. Inga underarter finns listade i Catalogue of Life.